# 岡崎嘉平太
岡崎 嘉平太（おかざき かへいた、1897年（明治30年）4月16日 - 1989年（平成元年）9月22日）は、日本の実業家。
1972年岡山県賀陽町（現・吉備中央町）名誉町民。1978年、勲一等瑞宝章受章。1985年、岡山県総社市名誉市民。1985年、岡山県名誉県民。1987年、中国洛陽市名誉市民。

## 来歴・人物

### 生い立ち
岡山県賀陽郡大和村（上房郡賀陽町を経て現・加賀郡吉備中央町）に、農業・岡崎鶴太郎の長男として生まれる。
尋常小学校1年の頃に自宅が全焼し、吉備郡総社町（現・総社市）に移り住む。旧制岡山中学校（現・岡山県立岡山朝日高等学校）を経て、1916年第一高等学校に入学する。一高時代はボート部で活動し、また中国人留学生たちとの交流を深める。

### 日銀及び大東亜省
1922年、東京帝国大学法学部を卒業 後、先輩の世話で日本銀行に入行する。営業局次長、外国為替部次長を経て、日中戦争下の1939年に、日銀を依願退職し、上海に華興商業銀行を設立して理事となり、中華民国維新政府統治下の上海へ赴任した。
太平洋戦争（大東亜戦争）中の1942年には、大東亜大臣となった旧知の青木一男に請われ大東亜省参事官となり日本に戻る。翌1943年には汪兆銘政権（南京国民政府）下の上海へ領事館参事官として再び戻る。終戦後は日本人の引揚げに従事し、中華民国当局との交渉を行った。

### 池貝鉄工及び丸善石油社長
1946年の帰国後は、経営危機に陥っていた池貝鉄工社長（1949年）と丸善石油社長（1951年）に天下りし、再建にあたった。岡崎は戦後、公職追放されていたが、池貝鉄鋼の再建に成功したため公職追放特免を受けた。また経営者としての活動と平行して日中（中華人民共和国）間の経済交流推進に取り組み、1954年に日本国際貿易促進協会常任委員に就任。1962年には全日本空輸（以下「全日空」と表記）の社長を兼任したまま高碕達之助とともに訪中しLT貿易協定を結んだ。

### 全日空社長
1952年に全日空の前身である日本ヘリコプター輸送副社長となり、1961年には美土路昌一の後を継いで全日空の第2代社長に就任する。岡崎が社長に就任した当時の日本の航空業界は、全日空も1956年度を除き、1959年度まで7度の経常赤字を計上していた。岡崎は会社を一つにまとめつつ、極東航空や藤田航空を吸収合併し規模を拡大させている。
しかし、1966年に全日空羽田沖墜落事故、全日空松山沖墜落事故と航空事故が相次ぎ、安全を度外視して拡張の道を進み、挙句の果てに1年に2度の全員死亡事故を起こした全日本空輸は乗客の信頼を完全に喪失して経営困難に陥り、社長から一般社員に至るまでフラッグキャリアの日本航空の出向から出資まで受けて再建を余儀なくされる。翌1967年に社長を辞任する。

### 日中覚書貿易事務所代表・経済協会顧問
1962年日中貿易交渉の副団長として訪中した際、周恩来は岡崎一行に対し次のように述べ、岡崎はその言葉に感銘を受けたと後に語っている。
「日清戦争以来、日本は我が国を侵略し人民を傷つけ苦しめてきました。我々は深い恨みがあります。しかし、中国と日本の間には2000年に渡る友好の歴史があります。戦争による不幸な歴史はわずか数十年に過ぎません。我々は日本に恨みを持っていますが、それを忘れようと努力をしています。これからは日中が力を合わせてアジアを良くして行こうではありませんか。」
1968年以降は日中覚書貿易事務所代表として訪中を重ねながら、政界の古井喜実、田川誠一らとともに日中貿易冬の時代を乗り切り日中国交正常化に尽力する。周恩来首相とも親睦を深め「兄（岡崎が1歳年上）、弟」と呼び合うほどの信頼関係を築いたという。これがきっかけで岡崎の描いていた民間レベルでの貿易構想は「日中総合貿易に関する覚書（LT貿易）」という形で現実化することとなった。しかし当時は風当たりも強く右翼団体が自宅を囲んだりし警察が自宅に泊まり込むほどだった。
日中国交正常化の際には、田中角栄総理が中国を訪問する2日前、周恩来は岡崎をもてなすために、食事会を開いた。「中国には『水を飲むときには、その井戸を掘ってくれた人を忘れない』という言葉があります」「まもなく田中総理は中国に来られ、国交は正常化します。しかしその井戸を掘ったのは岡崎さん、あなたです.」と言ったという。その後も日中経済協会常任顧問として日中貿易利権に携わり、生涯訪中回数は101回に達した。1973年未踏加工技術協会初代理事長。

### 死去
1989年9月22日、自宅階段で転倒して頭部を強打し、急性硬膜下血腫により死去。享年92。没後正三位。墓所は吉備中央町北にある。岡崎の生前の功績を称えるべく、1990年に岡崎嘉平太国際奨学財団が、2001年には生誕地の吉備中央町に岡崎嘉平太記念館がそれぞれ設立された。全日空は岡崎の遺志を継ぎ、現在でも社員寮の一部を留学生に提供している。

## 家族・親族

### 岡崎家
- 父・鶴太郎[8]（農業）
- 母・のぶ[8]

明治2年（1869年）生 - 没
- 姉・宇多得[8]
- 妹

亀得'
幸得
- 妻・時子（鹿児島県士族・湯地彦二 二女[8]）

明治39年（1906年）生 - 没
- 長男[8] - 岡崎彬（日航部長、全日空第2代社長)
- 二男[8]